# Teheran Challenger 2003
Il Teheran Challenger 2003 è stato un torneo di tennis facente parte della categoria ATP Challenger Series nell'ambito dell'ATP Challenger Series 2003. Il torneo si è giocato a Teheran in Iran dal 15 al 21 settembre 2003 su campi in terra rossa.

## Vincitori

### Singolare
Óscar Hernández ha battuto in finale  Jean-Claude Scherrer con il punteggio di 4–6, 6–4, 6–3

### Doppio
Daniel Köllerer /  Philipp Mullner hanno battuto in finale  Ivo Klec /  Josef Nesticky per walkover